# 3489 Lottie
3489 Lottie è un asteroide della fascia principale. Scoperto nel 1983, presenta un'orbita caratterizzata da un semiasse maggiore pari a 2,4074924 au e da un'eccentricità di 0,0980242, inclinata di 6,31084° rispetto all'eclittica.
L'asteroide è dedicato a Lottie Soll-Herkenhoff, moglie di uno degli scopritori.